# Station de pompage Wortman
La station de pompage Wortman est une station de pompage de Lelystad, dans la province néerlandaise de Flevoland.
La station de pompage Wortman est une des trois stations utilisées pour le drainage du Flevoland oriental, la partie orientale du Flevopolder. Les deux autres sont la station de Lovink pour la ville de Harderhaven et la station de pompage Colijn à Ketelhaven. Ces deux dernières sont électriques, alors que la station Wortman fonctionne au diesel.
La station de pompage Wortman a été nommée d'après le Dr Hendrik Wortman (1859-1939), un personnage important dans l'histoire des travaux du Zuiderzee; de 1919 à 1929, il était Directeur général du Département des Travaux du Zuiderzee.
Le 13 septembre 1956, les digues entourant le Flevoland oriental sont achevées. En novembre 1956, la station de pompage Wortman a commencé à fonctionner. Le 27 juin 1957, le polder était officiellement asséché.

## Situation actuelle et capacité
Après l’assèchement du polder, la station de pompage Wortman a été utilisée pour l’assèchement du polder adjacent le Flevoland du sud.
La station comprend quatre pompes centrifuges. En fonctionnement normal, leur vitesse est d'environ 110 tours par minute. La capacité totale des quatre pompes est de 2 000 m3 d'eau par minute à une hauteur de 6 mètres. L'entraînement de la pompe est un 4 cylindres diesel à 4 temps du type de Hesselman Stork, avec une capacité de 736 kW.
Les soubassements de l'usine sont en de béton armé, et disposent de quatre buses et quatre tubes doubles. Le bâtiment est une structure de béton avec remplissage en briques. Au-dessus des quatre buses se trouve un ensemble de dalles de béton d'une largeur de 11 mètres. Les deux promenoirs font chacun 1,05 m de large. Le plancher se trouve à une altitude de 1,70 mètre par rapport au niveau normal d'Amsterdam.
La station de pompage Wortman est gérée par l'Office des eaux du Zuiderzeeland.

## Décoration

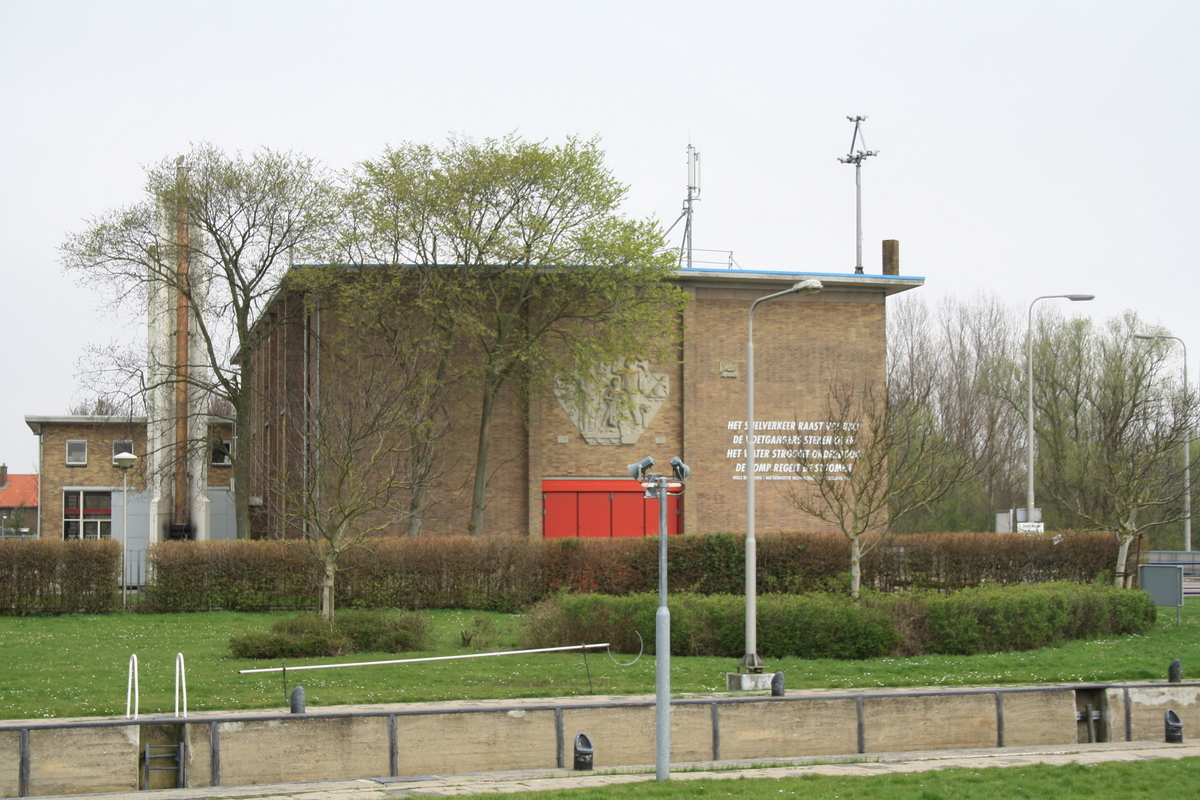
La sculpture de Paul Grégoire.

Dans le mur sud-ouest de la station de pompage Wortman se trouve un groupe du sculpteur Paul Grégoire (nl) (1915-1988), professeur à Académie royale des beaux-arts d'Amsterdam. Il représente : à gauche une figure féminine (la mer) cède un enfant (la nouvelle région) à une puissante figure masculine, qui la cultivera. Dans sa main droite, la figure masculine tient la digue qui sépare la terre et l'eau. Dans sa main gauche se trouve un oiseau.
Sur la paroi intérieure se trouve une triple peinture murale du céramiste et peintre Hans van Norden (1915). Dans des tons noirs, blancs et rouges, elle représente à gauche la mer, avec des éléments tels que des bateaux de pêche, des filets et des oiseaux, au centre des oiseaux et des poissons et à droite les nouvelles terres avec des arbres, des champs et une maison avec le drapeau néerlandais.
| \| Localisation du IJsselmeer dans le Monde \| Amsteldiepdijk Afsluitdijk Houtribdĳk Flevopolder Noordoostpolder Wieringermeer IJsselmeer Markermeer Mer de Wadden Vissering Stat. de pompage Wortman Blocq van Kuffeler Buma Colijn Lovink Lely Smeenge Leemans Écluse Stevin Houtrib Lorentz Krabbersgat Naviduct Nijkerker Écluses d'Orange Hollande du Nord Ultrecht Frise Gueldre Overijssel Récupération Existant Eau douce Eau salée Amsterdam |
| Localisation du IJsselmeer dans le Monde |